# Ring deutscher Pfadfinderverbände
Der Ring deutscher Pfadfinderverbände (RdP) war die Dachorganisation von vier Pfadfinderverbänden in Deutschland mit Sitz in Berlin. Der RdP war Mitglied im Weltverband der Pfadfinder World Organization of the Scout Movement (WOSM). Letzte Vorsitzende des RdP waren Joschka Hench (DPSG), Oliver Mahn (VCP), Naima Hartit (BMPPD) und Sebastian Köngeter (BdP).
Partnerorganisation und „weibliches“ Gegenstück des RdP war der Ring Deutscher Pfadfinderinnenverbände (RDP – mit großem D). Gemeinsam bilden der RdP und der RDP die Arbeitsgemeinschaft der Ringe Deutscher Pfadfinderinnen und Pfadfinderverbände (rdp). Als Arbeitsgemeinschaft vertraten die Ringe deutscher Pfadfinderinnen- und Pfadfinderverbände (rdp) die gemeinsamen Interessen ihrer Mitgliedsverbände im jugendpolitischen Bereich und setzen sich für die Belange der Kinder und Jugendlichen in der Öffentlichkeit ein. Der Ring deutscher Pfadfinderverbände war Mitglied im Deutschen Bundesjugendring und in der Arbeitsgemeinschaft für Kinder- und Jugendhilfe.
2021 wurde der RdP aufgelöst, Rechtsnachfolger ist der Ring deutscher Pfadfinder*innenverbände.

## Mitglieder
Die vier Mitgliedsverbände waren:
- Bund der Pfadfinderinnen und Pfadfinder (BdP – interkonfessionell)
- Deutsche Pfadfinderschaft Sankt Georg (DPSG – katholisch)
- Verband Christlicher Pfadfinderinnen und Pfadfinder (VCP – evangelisch).
- Bund Moslemischer Pfadfinder und Pfadfinderinnen Deutschlands (BMPPD – muslimisch)

2013 waren insgesamt 113.716 Mitglieder bei der WOSM gemeldet. Die Verbände DPSG und VCP führten für alle Mitglieder, ungeachtet des Geschlechts, Beiträge an die WOSM ab, während der BdP nur seine männlichen Mitglieder dort meldete.

## Geschichte
Als Ring deutscher Pfadfinderbünde wurde am 1. Oktober 1949 eine Vorgängerorganisation gegründet, die am 21. August 1950 in WOSM aufgenommen wurde. Mitglieder im Dachverband waren damals
- die Christliche Pfadfinderschaft Deutschlands (CPD),
- der Bund Deutscher Pfadfinder (BDP) und
- die Deutsche Pfadfinderschaft Sankt Georg (DPSG).

Die drei Gründungsverbände richteten sich damals – wie auch die WOSM bis in die 1990er Jahre – ausschließlich an Kinder und Jugendliche männlichen Geschlechts.
Nach internen Streitigkeiten im Mai 1971 löste sich der Ring deutscher Pfadfinderbünde auf. Mit der DPSG, dem vom BDP abgespaltenen BdP sowie dem durch Zusammenschluss der drei evangelischen Pfadfinderinnen- und Pfadfinderverbände entstandenen VCP gründete sich der Dachverband am 1. Januar 1973 als Ring deutscher Pfadfinderverbände neu und wurde erneut in die WOSM aufgenommen.
Seit 2007 gibt es für gemeinsame Veranstaltungen des Ringes ein Ringhalstuch, das ebenfalls vom Ring Deutscher Pfadfinderinnenverbände verwendet wird. Zum 23. World Scout Jamboree 2015 in Japan trugen erstmals alle deutschen Pfadfinderinnen und Pfadfinder eine gemeinsame einheitliche Pfadfinderkluft.
2018 wurde die Jugendbewegung der Pfadfinder mit dem Internationalen Preis des Westfälischen Friedens ausgezeichnet. Pfadfinderinnen und ein Pfadfinder aus dem RdP und dem RDP nahmen den Preis stellvertretend für alle Pfadfinder entgegen.
2020 wurde der Bund Moslemischer Pfadfinderinnen und Pfadfinder Deutschlands als Vollmitglied aufgenommen. Damit wurde zum ersten Mal seit der Gründung der Ringeverbände 1949 ein neuer Verband als Vollmitglied aufgenommen.
Am 2. Oktober 2021 tagte im Bundeszentrum Westernohe der letzte Ringeausschuss des RdP. Hier wurde die Auflösung des RdP beschlossen, zum Rechtsnachfolger wurde der Ring deutscher Pfadfinder*innenverbände (rdp) bestimmt.